# Canada Revenue Agency

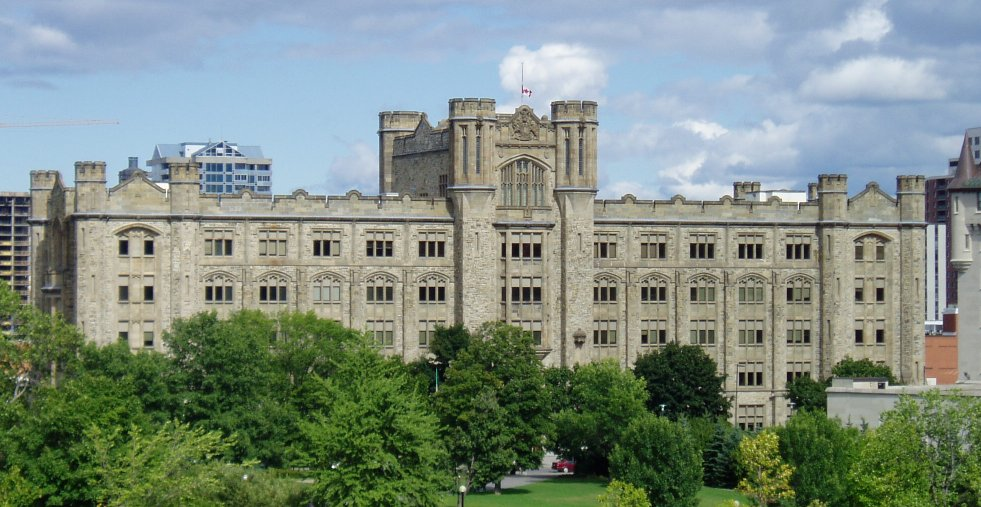
Der Hauptsitz im Connaught-Gebäude in Ottawa

Die Canada Revenue Agency (CRA, englisch) bzw. Agence du revenu du Canada (ARC, französisch) ist eine Bundesbehörde, welche für die Regierung Kanadas und für die meisten Provinzen und Territorien des Landes die Steuern verwaltet. Sie überwacht die Rechtsvorschriften des internationalen Handels, verschiedene soziale und wirtschaftliche Programme, die Registrierung von karitativen Einrichtungen sowie Steuergutschriftenprogramme. Die Aufsicht über die Behörde wird im kanadischen Kabinett durch den „Minister of National Revenue“ (Minister für nationale Einkünfte) wahrgenommen. Seit dem 14. März 2025 ist, im 30. Kanadischen Kabinett, das Élisabeth Brière. Sie hatte diesen Posten zuvor auch schon im 29. Kanadischen Kabinett inne.

## Geschichte
Ursprünglich hieß die Behörde Canada Customs and Revenue Agency (CCRA), bis die Bundesregierung im Dezember 2003 eine Reorganisation durchführte. Sie beschloss damals, die Organisation der Zolleinnahmen und die Verwaltung der Steuern in getrennten Organisationen weiterzuführen. Seither ist die Canada Border Services Agency Teil der öffentlichen Sicherheit in Kanada. Die CCRA wurde erst im November 1999 als Department of National Revenue gegründet. Sie bestand also nicht sehr lange.

## Kritik
Die Canada Revenue Agency gewährt den Steuerzahlern lange Zahlungsfristen. So lange, dass viele Steuerzahler verschiedene Finanzämter aufsuchen und das beste Angebot aussuchen. Man spricht in Kanada von „Steuershopping“.

## Weblink
- Offizielle Website